# Berkeley Rose Garden
La Rosaleda de Berkeley, en inglés: Berkeley Rose Garden, es una rosaleda y jardín botánico de propiedad y administración por la ciudad de Berkeley, California.

## Localización
La rosaleda se encuentra en una zona residencial de "Berkeley Hills" entre los barrios de Cragmont y "La Loma Park", ocupa la mayor parte de la manzana entre la calle "Eunice" y la plaza "Bayview" a lo largo del lado oeste de la avenida "Euclid" en Berkeley, con vistas panorámicas sobre la Bahía de San Francisco. 
Berkeley Rose Garden, Euclid and Eunice Streets 
Berkeley, Alameda county CA 94720-5045 California, CA, 94708 United States of America-Estados Unidos de América.
Planos y vistas satelitales.37°53′6.9″N 122°15′46.3″O / 37.885250, -122.262861
Altitud: 210.00 m s. n. m.

## Rosaleda

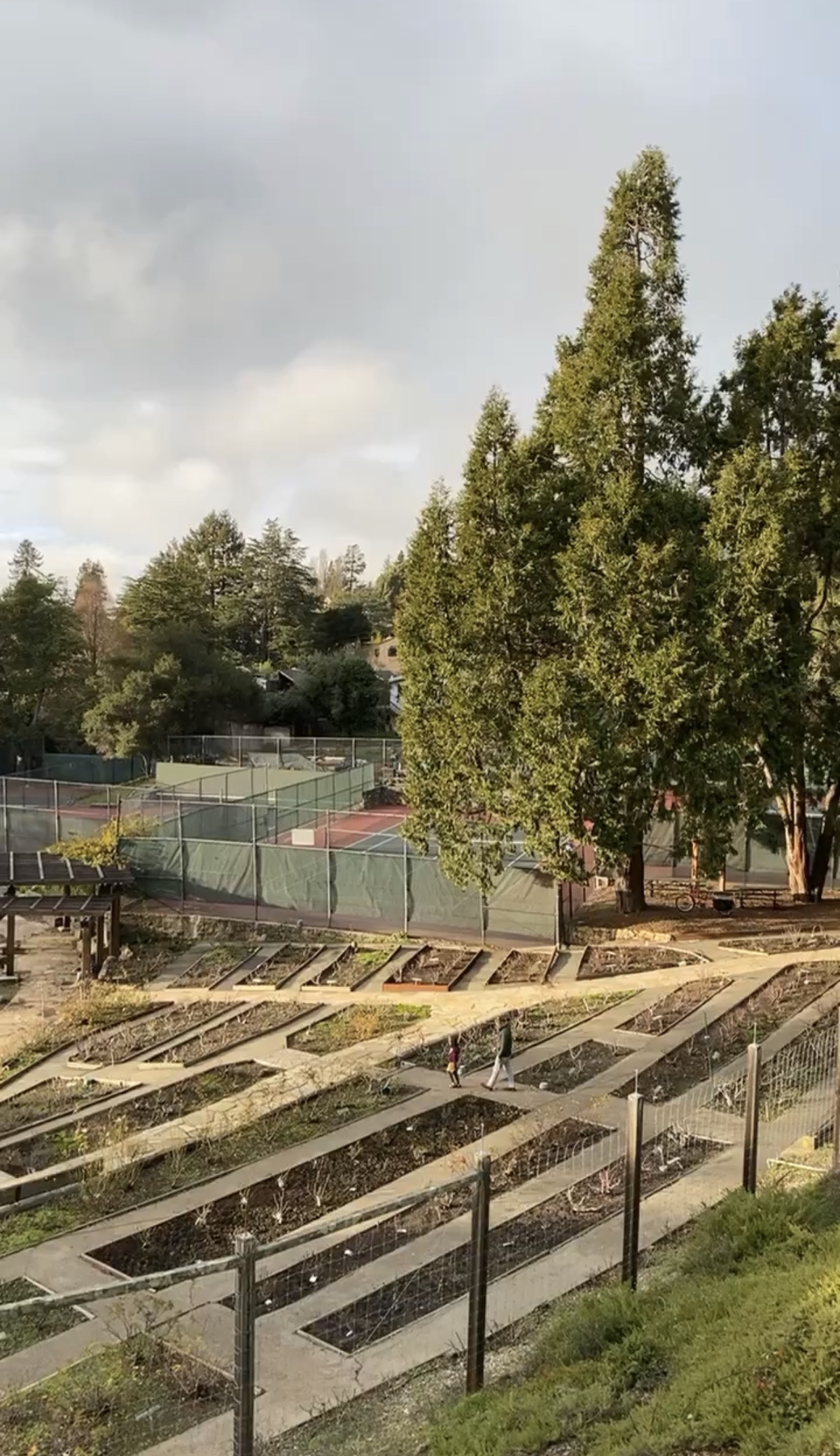
El Jardín de Rosas de Berkeley en el invierno de 2020 (finales de enero).

La rosaleda presenta una forma de un anfiteatro adosado ubicado en un pequeño cañón y ofrece unas vistas impresionantes de la ciudad y de la bahía de Bahía de San Francisco y del Golden Gate. Más de un centenar de variedades de rosas modernas de jardín crecen a lo largo de las terrazas, con la máxima floración se produce a principios de primavera. El parque está dividido en dos por el arroyo Codornices Creek. El lado norte de la rosaleda incluye un conjunto de pistas de tenis. En su lado sur hay un bosquete de secuoya roja (Sequoia sempervirens), árboles de la bahía (Umbellularia) y "encino de costa" (Quercus agrifolia).
La construcción de la rosaleda comenzó en 1933 con fondos aportados por la Administración Federal a través de la Civil Works Administration. La construcción continuó en los años siguientes con la financiación de la California State Economic Relief Administration y de la federal Works Progress Administration. Se inauguró el 26 de septiembre de 1937. Desde su creación, la rosaleda ha sido el sitio de numerosas exposiciones de rosas.

## Codornices Park

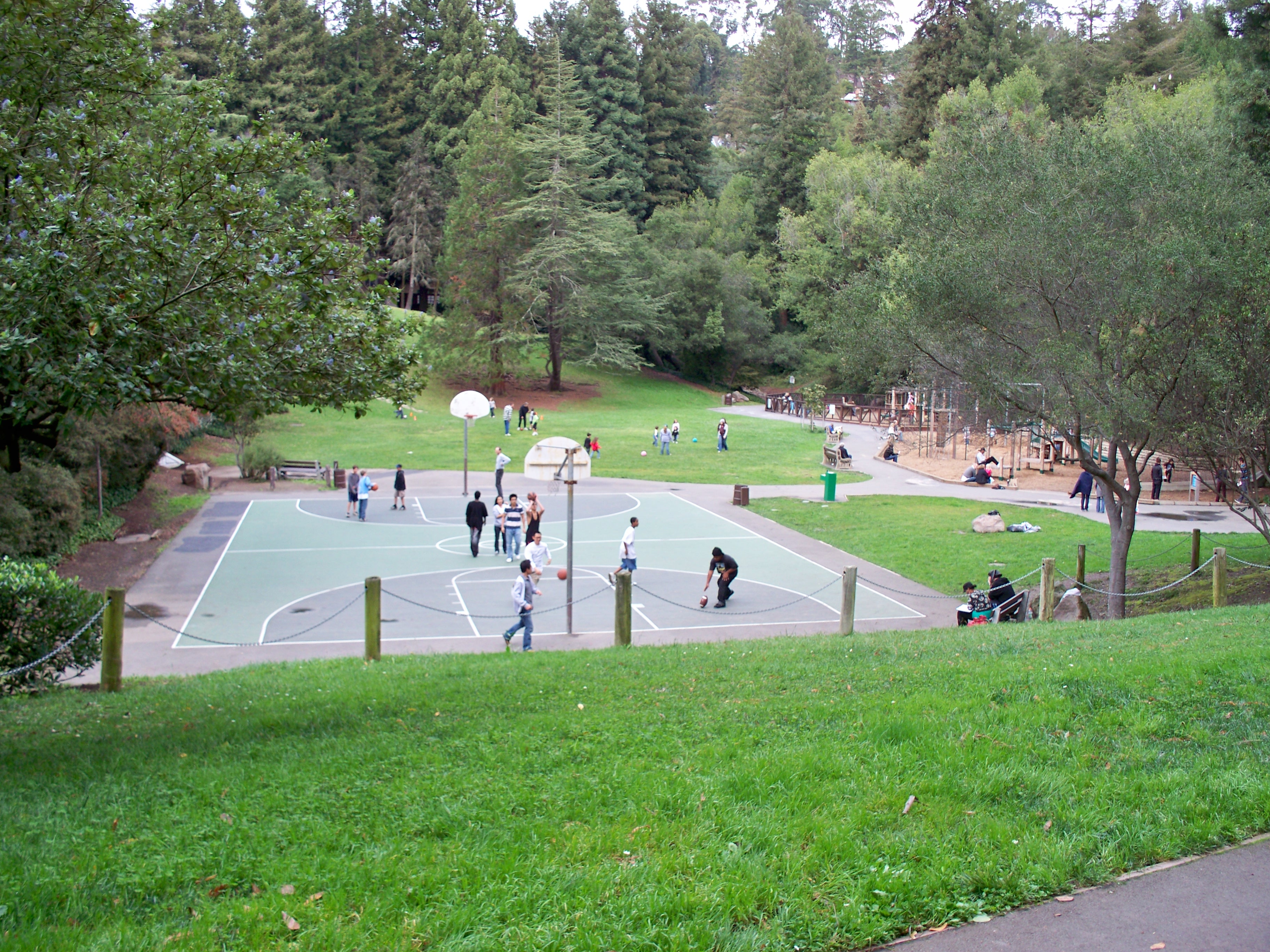
Codornices Park

A lo largo de "Euclid Avenue" está Codornices Park, un parque de la antigua ciudad (fundada 1915) del que la rosaleda se consideró inicialmente una extensión. Codornices incluye una amplia zona de césped, zona de pícnic, juegos infantiles y un largo tobogán de cemento.
Aquí, dos ramales del "Codornices Creek" tienen su confluencia, a la derecha a lo largo de la línea de la Falla Hayward. La sede del "Codornices Club", un equipamiento del barrio y club social, una vez se levantó en un terreno adyacente a la parte superior del tobogán de cemento.
Un túnel peatonal transcurre debajo de Euclid, que conecta la rosaleda con Codornices Park. En esta sección, entre 1912 y 1928, antes de la creación de la rosaleda, estaba el paso de un tranvía de madera y carretera en caballete de 275 pies (84 m) que abarcaba entre "Codornices Creek" (Arroyo Codornices) y "Euclid".
En 1928, el caballete se rellenó, el arroyo se encauzó a través de una alcantarilla, y se construyó el túnel peatonal.